# Wolfgang Cerny
Wolfgang Cerny (Wenen, 31 augustus 1984) is een Oostenrijks acteur.

## Biografie

### Carrière
Cerny vergaarde vooral bekendheid met zijn rol als de Lukas Zastrow in de Duitse televisieserie Sturm der Liebe. Het leverde hem een imago op van de charmante jongeman, waardoor hij alleen soortgelijke rollen kreeg aangeboden. Daarom accepteerde hij een rol in de Russische serie Snipers (2012). Dit leverde hem niet alleen nieuwe rollen op in Russische films zoals Sobibor (2017), maar ook in Engelse en Amerikaanse producties.
In de film Legends of Sambo (2023) speelde hij niet alleen een rol maar trad hij tevens op als creatief producer.

## Filmografie

### Films
- 2015: Mission: Impossible – Rogue Nation - als politieagent
- 2017: The Last Warrior - als Alyosha Popovich
- 2018: Action Team - als Bogohardt
- 2018: T-34 - als Wolf Hein
- 2018: Sobibor - als Gustav Wagner
- 2020: Cosmoball - als man met baard
- 2021: Zoya - als Hauptmann Erich Sommer
- 2021: Tell Her - als Michael
- 2021: The Red Ghost - als Braun
- 2021: Row 19 - als Aleksey
- 2021: The Last Warrior: A Messenger of Darkness - als Alyosha Popovich
- 2022: The Whirlpool - als Danila
- 2023: Nuremberg - als Helmuth
- 2023: Legends of Sambo - als Vasili Oshchepkov
- 2024: Gold of Umalta

### Televisie
- 2009–2010: Sturm der Liebe - als Lukas Zastrow
- 2012: Snipers: Love under the Crosshairs - als Alexander von Foss
- 2014: SOKO Donau – als Felix Wimmer (afl. "Im Schatten der Macht")
- 2015: SOKO München – als Tobias Klein (afl. "Und dann kam Alf")
- 2015: Tatort – als Martin Ryba (afl. "Grenzfall")
- 2019: SOKO Donau (afl. "Ritterschlag")
- 2020: Ice Age - als zichzelf
- 2020: Evening Urgant - als zichzelf
- 2022: Vikings: Valhalla - als Sten Sigurdsson (1 afl.)
- 2024: Emperor's Treasures - als zichzelf
- 2024: Others - als Neumann (minireeks)